# Bulhar (cráter)
Bulhar es un cráter de impacto del planeta Marte situado al noroeste del cráter Mie, al norte de Loja y al noreste de Kumara, a 50.4° norte y 134.4º este. El impacto causó un boquete de 19 kilómetros de diámetro. El nombre fue aprobado en 1979 por la Unión Astronómica Internacional, en honor a la localidad somalí de Bulhar.